# Étienne Tshisekedi
Étienne Tshisekedi wa Mulumba (Luluabourg, 14 dicembre 1932 – Bruxelles, 1º febbraio 2017) è stato un politico della Repubblica Democratica del Congo.

## Biografia
Fondatore e presidente dell'Unione per la Democrazia e il Progresso Sociale (UPDS), è stato Primo ministro della Repubblica Democratica del Congo (già Zaire) in tre diverse occasioni.
Tshisekedi è nato a Luluabourg (ora Kananga), nel Kasai-Occidentale il 14 dicembre del 1932. Ottenuta la laurea nel 1961 alla facoltà di giurisprudenza dell'Università di Lovanio a Leopoldville (ora Kinshasa), prese parte al governo di Mobutu ricoprendovi varie cariche fra gli anni sessanta e settanta. Tuttavia nel 1979 cominciò la sua protesta per la deriva del governo in carica verso la dittatura e la corruzione. 
Nel 1980 fu rimosso da ogni carica che ricopriva in seno all'esecutivo e subì la detenzione per le sue posizioni critiche, che non accennò a temperare sotto il governo di Laurent Kabila, posizioni che gli valsero numerosi provvedimenti restrittivi della libertà individuale.
Venne perciò definito da molti il Mandela del Congo.
Il 15 febbraio 1982, fu il cofondatore dell'UPDS, movimento del quale è stato a capo fino alla morte, e che forse può dirsi il più popolare in Congo, sebbene messo ai margini dagli ambienti governativi, specie per la sua linea che predica un cambiamento radicale nel solco della lotta non violenta e della democrazia. Alla guida gli è succeduto il figlio Felix Tshisekedi, che ha partecipato con successo alle elezioni presidenziali 
del 30 dicembre 2018.